# Landange
Landange é uma comuna francesa na região administrativa de Grande Leste, no departamento de Moselle. Estende-se por uma área de 4,85 km². Em 2010 a comuna tinha 245 habitantes (densidade: 50,5 hab./km²).